# Zabajkalski Okręg Wojskowy (Federacja Rosyjska)
Zabajkalski Okręg Wojskowy (ros. Забайкальский военный округ) – dawna jednostka administracyjno-wojskowa Sił Zbrojnych Federacji Rosyjskiej, obejmująca całość obiektów militarnych - w tym jednostki wojskowe, zakłady przemysłu zbrojeniowego, jednostki paramilitarne - stacjonujących we wschodniej części FR w okresie 1991–2010.
W latach 1979–1992 okręg znajdował się pod strategicznym kierownictwem Naczelnego Dowództwa Dalekiego Wschodu. 1 grudnia 1998 Okręg został połączony z Syberyjskim Okręgiem Wojskowym. Region Czita, Republika Buriacji i obwód irkucki stały się częścią nowego Syberyjskiego Okręgu Wojskowego (który stał się następcą Syberyjskiego i Zabajkalskiego Okręgu Wojskowego), a Republika Sacha (Jakucja) została przekazana do Dalekowschodniego Okręgu Wojskowego.